# Tischtennis-Bundesliga 2011/12
Die Bundesliga 2011/12 war bei den Männern die 46. und bei den Frauen die 37. Spielzeit der höchsten deutschen Spielklasse im Tischtennis. Meister wurden Borussia Düsseldorf und der FSV Kroppach.

## Männer
Bei den Männern nahmen zehn Mannschaften teil, neu war der TTC Frickenhausen, der den TSV Gräfelfing ersetzte. Die besten vier Mannschaften nach Abschluss der regulären Saison nahmen an den Play-off-Runden teil, um den deutschen Meister zu ermitteln. Die neunt- und zehntplatzierten Mannschaften sollten in eine der Gruppen der 2. Bundesliga absteigen; allerdings rückte von unten kein Verein nach, sodass der TTC Frickenhausen und der SV Plüderhausen in der 1. Bundesliga verbleiben konnten. Dafür verließ der Sechstplatzierte, die TG Hanau, die erste Liga, die daher in der folgenden Saison nur aus 9 Mannschaften bestand.
Auf den Aufstieg in die 1. Bundesliga verzichteten SV Siek (Meister 2. BL Nord), TTC Jülich (Zweiter 2. BL Nord), ASV Grünwettersbach (Meister 2. BL Süd) und TTC Weinheim (Zweiter 2. BL Süd).

### Abschlusstabelle
| Rang | Mannschaft                      | Begegnungen | Siege | Niederlagen | Spiele | Punkte |
| ---- | ------------------------------- | ----------- | ----- | ----------- | ------ | ------ |
| 1    | 1. FC Saarbrücken               | 18          | 15    | 3           | 49:21  | 30:6   |
| 2    | Borussia Düsseldorf (M, P)      | 18          | 13    | 5           | 45:23  | 26:10  |
| 3    | TTC RhönSprudel Fulda-Maberzell | 18          | 10    | 8           | 44:35  | 20:16  |
| 4    | TTF Liebherr Ochsenhausen       | 18          | 10    | 8           | 42:35  | 20:16  |
| 5    | SV Werder Bremen                | 18          | 10    | 8           | 38:37  | 20:16  |
| 6    | TG Hanau                        | 18          | 7     | 11          | 30:42  | 14:22  |
| 7    | TTC Zugbrücke Grenzau           | 18          | 7     | 11          | 25:45  | 14:22  |
| 8    | TTC Ruhrstadt Herne             | 18          | 6     | 12          | 33:40  | 12:24  |
| 9    | TTC matec Frickenhausen (N)     | 18          | 6     | 12          | 33:45  | 12:24  |
| 10   | SV Plüderhausen                 | 18          | 6     | 12          | 28:44  | 12:24  |

Legende
- Grün: Play-off
- Rot: Abstieg
- (M): Meister der Vorsaison
- (P): Pokalsieger der Vorsaison
- (N): Aufsteiger aus der Vorsaison

### Play-offs
Das Finale fand am 25. Mai erstmals als echtes Endspiel ohne Hin- und Rückspiel auf neutralem Boden in der Bamberger Stechert Arena statt.

|  | Halbfinale (Hinspiel/Rückspiel/Gesamt) | Halbfinale (Hinspiel/Rückspiel/Gesamt) | Halbfinale (Hinspiel/Rückspiel/Gesamt) | Halbfinale (Hinspiel/Rückspiel/Gesamt) | Halbfinale (Hinspiel/Rückspiel/Gesamt) |   |                   | Finale in Bamberg | Finale in Bamberg | Finale in Bamberg |
|  |                                        |                                        |                                        |                                        |                                        |   |                   |                   |                   |                   |
|  | 1                                      | 1. FC Saarbrücken                      | 3                                      | 3                                      | 6                                      |   |                   |                   |                   |                   |
|  | 4                                      | TTF Liebherr Ochsenhausen              | 1                                      | 2                                      | 3                                      |   |                   |                   |                   |                   |
|  | 4                                      | TTF Liebherr Ochsenhausen              | 1                                      | 2                                      | 3                                      | 1 | 1. FC Saarbrücken | 1                 |                   |                   |
|  |                                        |                                        |                                        |                                        |                                        | 1 | 1. FC Saarbrücken | 1                 |                   |                   |
|  |                                        | 2                                      | Borussia Düsseldorf                    | 3                                      |                                        |   |                   |                   |                   |                   |
|  | 3                                      | 2                                      | Borussia Düsseldorf                    | 3                                      | TTC Fulda-Maberzell                    | 0 | 1                 | 1                 |                   |                   |
|  | 3                                      |                                        |                                        |                                        | TTC Fulda-Maberzell                    | 0 | 1                 | 1                 |                   |                   |
|  | 2                                      | Borussia Düsseldorf                    | 3                                      | 3                                      | 6                                      |   |                   |                   |                   |                   |

## Frauen
Bei den Frauen nahmen insgesamt wie in der Vorsaison bloß 9 Mannschaften teil, da für den Absteiger TTK Anröchte nur der TTC Langweid nachgerückt war. Letzterer stieg allerdings gleich wieder ab, zusammen mit dem MTV Tostedt und dem TSV Schwabhausen. Meister wurde zum sechsten Mal der FSV Kroppach. Die Aufsteiger zur nächsten Saison waren die Vereine SV DJK Kolbermoor, LTTV Leutzscher Füchse 1990 und NSC Watzenborn-Steinberg.
Auf den Aufstieg in die 1. Bundesliga verzichteten TuS Uentrop (Meister 2. BL Nord) und TTV Hövelhof (Zweiter 2. BL Nord).

### Abschlusstabelle
| Rang | Mannschaft                   | Begegnungen | Siege | Unentschieden | Niederlagen | Spiele | +/- | Punkte |
| ---- | ---------------------------- | ----------- | ----- | ------------- | ----------- | ------ | --- | ------ |
| 1    | FSV Kroppach (M)             | 16          | 15    | 0             | 1           | 92:21  | +71 | 30:2   |
| 2    | TTSV Saarlouis-Fraulautern   | 16          | 12    | 1             | 3           | 87:43  | +44 | 25:7   |
| 3    | ttc berlin eastside          | 16          | 10    | 1             | 5           | 77:61  | +16 | 21:11  |
| 4    | DJK TuS Essen-Holsterhausen  | 16          | 8     | 3             | 5           | 72:65  | +7  | 19:13  |
| 5    | SV Böblingen                 | 16          | 7     | 2             | 7           | 71:64  | +7  | 16:16  |
| 6    | TTG Bingen/Münster-Sarmsheim | 16          | 7     | 2             | 7           | 68:66  | +2  | 16:16  |
| 7    | MTV Tostedt                  | 16          | 5     | 1             | 10          | 45:74  | −29 | 11:21  |
| 8    | TSV Schwabhausen             | 16          | 1     | 2             | 13          | 38:90  | −52 | 4:28   |
| 9    | TTC Langweid (N)             | 16          | 1     | 0             | 15          | 28:94  | −66 | 2:30   |

Legende
- Grün: Meister
- Rot: Abstieg
- (M): Meister der Vorsaison
- (N): Aufsteiger aus der Vorsaison